# ذي هيومن سينتيبيد (التسلسل الأول)
ذي هيومن سينتيبيد أو حريش الإنسان (التسلسل الأول) (بالإنجليزية: (The Human Centipede (First Sequence ) هو فيلم رعب تم إنتاجه في هولندا وصدر سنة 2009 بطولة ديتر ليزر وأكيهيرو كيتامورا وأشلين يني وأشلي وليامز, وهو الجزء الأول من سلسلة أفلام «ذي هيومن سينتيبيد».

## القصة
جراح ألماني يختطف ثلاثة سياح لأجل ان يقوم بتجربة مجنونة ومقرفة للغاية. أشلي وليامز وأشلين يني، سائتحان أمريكيان في ألمانيا، تم تخديرهما واحتجازهما قسريًا من قبل الجراح المجنون جوزيف هايتير (ديتر ليزر) عند طلب المساعدة في منزله بعد أن خرقت الإطارات. تستيقظ النساء في جناح طبي مؤقت. ويشاهدون هاستر يقتل سائق شاحنة مخطوفًا بعد أن أخبره هيتر أنه «ليس مطابقًا». يؤمن هيتر أسيرًا جديدًا ، السائح الياباني كاتسورو (أكيهيرو كيتامورا). يوضح الطبيب أنه خبير مشهور عالميًا في فصل التوائم السيامية ، لكنه يحلم بصنع مخلوقات جديدة عن طريق خياطة الناس معًا. يصف بالتفصيل كيف سيقوم جراحياً بربط ضحاياه الثلاثة بالفم - فتحة الشرج ، بحيث يتشاركون في  الجهاز الهضمي.
بعد أن حاولت ليندسي الفرار وفشلت ، قرر هيتر جعلها الجزء الأوسط من حريش ، وهو الموقف الأكثر إيلامًا. يجري هيتير الجراحة ، ويضع كاتسورو في المقدمة ، وليندسي في المنتصف وجيني في المؤخرة. يقوم بإزالة الأسنان الأمامية لكل من المرأتين وتشويه أرداف كاتسورو وليندساي لتوفير الوصول إلى المستقيم ، حيث يقوم بترقيع أفواههم. يقطع الأربطة ركبتي ضحاياه لمنع تمديد الساق ، مما يجبر ضحاياه على الزحف. كل ضحية في حريش حريش نصف عارية ، حيث يتم تزويد كاتسورو وليندساي بقيعان مغطاة بالضمادات لأغراض الشفاء بينما يتم تزويد جيني بالملابس الداخلية. يتم تضميد ركب الأجزاء الثلاثة للشفاء ولكي يتمكنوا من الزحف. تم ربط ليندسي بشريط من الضمادة على أرداف كاتسرو و جيني مرتبطة بشريط من الضمادة على أرداف ليندسي، وربط رؤوسهم بفتحة الشرج للشخص الذي أمامهم.
بمجرد اكتمال العملية ، يسعد هيتر بخلقه ويأخذ حريشًا إلى غرفة المعيشة الخاصة به لإيقاظ كل جزء من حريش لأعلى ، والتقاط صور لكل منها ، وحتى يمر بمرآة حولها لتتعجب شرائح حريش. في شكلهم الجديد. يحاول هايتير تدريب حريته كحيوان أليف من خلال حبس حريش في  بيت الكلب ، وترك كاتسورو يأكل طعام الكلاب على العشاء ، وغالبًا ما يقلل من شأن كاتسورو بـ  العنصرية يهينه ويضربه عندما يصبح متمردًا. عندما كاتشرو يتغوط، يضطر ليندسي إلى ابتلاع برازه بينما يراقب الطبيب بفرحة. ومع ذلك ، فإنه في النهاية يصبح غاضبًا بعد أن ظل مستيقظًا بسبب الصراخ المستمر من كاتسورو في قفص (الذي ، باعتباره الجزء الأمامي من حريش ، فمه حر ولا يزال قادرًا على الكلام) ومن خلال الشكوى المستمرة من النساء. عندما يحاول حريش حريش الهروب أثناء السباحة هيتر ، يتم ضرب جميع الأجزاء الثلاثة من حريش بالمحصول. هيتر مستاء من إدراك أن ليندسي إمساك وأن جيني تحتضر من تعفن الدم أثناء فحص.
عندما يقوم اثنان من المحققين ، كرانز (أندرياس ليوبولد) وفولير (بيتر بلانكنشتاين) ، بزيارة المنزل للتحقيق في اختفاء السياح ، يأتي هايتير بفكرة لإضافتهم كبديل لجيني في ابتكار جديد ؛ أربعة أجزاء حريش. يعرض على المحققين الماء الممزوج بـ المهدئ على أمل أن يطرق الاثنان فاقدًا للوعي. بعد إعطائهم الماء ، يشتبه المحققون ويحصلون على أمر تفتيش لمنزله.
عندما يغادر المحققون منزل هيتر ، يحاول الضحايا الهروب. يهاجم كاتسورو هيتر في هذه العملية. فشلت محاولتهم للهروب في النهاية. يعترف كاتسورو للطبيب أنه يستحق مصيره لأنه عامل أسرته معاملة سيئة ، ثم  يقتل نفسه بقطع رقبته بقطعة زجاج.
عند عودته إلى منزل هيتر ، أجرى المحققون عمليات بحث منفصلة بالقوة بينما يختبئ هيتر ، مصابًا ، بالقرب من حمام السباحة الخاص به. يجد كرانز الجناح مع ضحايا هيتر. يبدأ فولير بالشعور بالمرض من التخدير السابق ، وطعنه هيتر بـ مشرط تم سحبه من ساقه أثناء هجوم كاتسورو. عند العثور على فولير ميتًا ، أطلق هيتر النار على كرانز باستخدام سلاح فولير الجانبي. يرد كرانز بإطلاق النار على رأس هايتير قبل أن يموت. بالعودة إلى المنزل ، تمسك جيني وليندسي أيديهما بينما تموت جيني. ليندسي تبكي لأنها تُترك وحيدة في المنزل ، محاصرة بين زملائها الأسرى المتوفين. مصيرها مجهول. ينتهي الفيلم بأصوات تبكيها بينما تتحرك الكاميرا على سطح المنزل.

## طاقم العمل
- ديتر ليزر
- أشلي سي ويليامز بدور ليندسي ، سائحة أمريكية.
- أشلين يني بدور جيني ، سائحة أمريكية.
- أكيهيرو كيتامورا دور كاتسورو ، سائح ياباني.
- رينيه دي فيت كسائق شاحنة ، أحد ضحايا هاستر.
- أندرياس ليوبولد في دور المحقق كرانز ، ضابط شرطة.
- بيتر بلانكنشتاين في دور المحقق فولر ، ضابط شرطة.

## الميزانية والإيرادات
حقق الفيلم أرباح تقدر بـ 252,207 دولار.

## وصلات خارجية
ذي هيومن سينتيبيد على موقع IMDb (الإنجليزية)
- ذي هيومن سينتيبيد على موقع ميتاكريتيك (الإنجليزية)
- ذي هيومن سينتيبيد على موقع روتن توميتوز (الإنجليزية)
- ذي هيومن سينتيبيد على موقع نتفليكس (الإنجليزية)
- ذي هيومن سينتيبيد على موقع قاعدة بيانات الأفلام العربية
- ذي هيومن سينتيبيد على موقع ألو سيني (الفرنسية)
- ذي هيومن سينتيبيد على موقع Turner Classic Movies (الإنجليزية)
- ذي هيومن سينتيبيد على موقع أول موفي (الإنجليزية)
- ذي هيومن سينتيبيد على موقع بوكس أوفيس موجو (الإنجليزية)
- ذي هيومن سينتيبيد على موقع فيلمافينيتي (الإسبانية)